# Крячко, Борис Юлианович
Борис Юлианович Крячко (1930 г., Красная Яруга Курской губ., РСФСР, СССР — 1998 г., Пярну, Эстония) — русский и эстонский писатель.

## Биография
Значительную часть жизни прожил в Эстонии.
В Союзе Писателей не состоял, публиковаться в советской печати в условиях брежевского СССР не мог.
Единственное прижизненное издание — «Битые собаки» — вышло в Перестройку в 1989 году в Таллине.
Использовал псевдоним Андрес Койт.
В 1999 году был удостоен премии имени Игоря Северянина посмертно

## Книги
- 1989. «Битые собаки»
- 2000. «Избранная проза»
- 2006. «Письма к Ингрид»